# Kritikus tömeg (fizika)
Egy hasadóanyag kritikus tömege az a legkisebb mennyiség, amely nukleáris láncreakciót képes fenntartani. Nagysága függ a hasadóanyag magfizikai tulajdonságaitól (hasadási keresztmetszet), sűrűségétől, alakjától, dúsítási fokától, szennyezettségétől, hőmérsékletétől és a környezettől is.

## A kritikusság magyarázata
Amikor adott tömegű hasadóanyagban önfenntartó nukleáris láncreakció megy végbe, akkor azt kritikus állapotúnak nevezzük, ha nem változik a teljesítménye, hőmérséklete vagy neutronpopulációja.
A kritikus tömeg értéke a k hatásos neutronsokszorozási tényezőtől függ, mely megadja az egy maghasadás során keletkező olyan neutronok átlagos számát, amelyek maguk is további maghasadást idéznek elő. Ha k = 1, a tömeg kritikus, és a láncreakció önfenntartó.
A szubkritikus tömeg nem elegendő a láncreakció fenntartására, ilyen esetben az egymást követő neutronpopulációk létszáma exponenciálisan csökken, k < 1.
A szuperkritikus tömegben, ha egyszer elindul a láncreakció, akkor az egyre gyorsuló ütemben fog végbemenni. Az anyag – magasabb hőmérsékleten vagy teljesítményszinten – vagy ismét egyensúlyba kerül (azaz újra kritikussá válik) vagy megsemmisül. Ilyenkor k > 1.

## Gömb kritikus tömege

Felül: A gömb formájú hasadóanyag túl kicsi a láncreakció fenntartásához, mivel a hasadás során keletkező neutronok könnyen kilépnek az anyagból
Középen: A gömb méretét a kritikus tömegre növelve a láncreakció önfenntartóvá válik
Alul: Az eredeti gömböt neutron reflektorral körülvéve nő a reakció hatásfoka, és lehetővé válik az önfenntartó láncreakció

A legkisebb kritikus tömeghez és fizikai mérethez tartozó alak a gömbforma. Néhány aktinoida normális sűrűségéhez tartozó, csupasz gömbre megadott kritikus tömege az alábbi táblázatban látható.
| Nuklid          | Felezési idő (év) | Kritikus tömeg (kg) | Átmérő (cm) | Ref         |
| --------------- | ----------------- | ------------------- | ----------- | ----------- |
| urán-233        | 159 200           | 15                  | 11          | [ 1 ]       |
| urán-235        | 703 800 000       | 52                  | 17          | [ 1 ]       |
| neptúnium-236   | 154 000           | 7                   | 8,7         | [ 2 ]       |
| neptúnium-237   | 2 144 000         | 60                  | 18          | [ 3 ] [ 4 ] |
| plutónium-238   | 87,7              | 9,04–10,07          | 9,5–9,9     | [ 5 ]       |
| plutónium-239   | 24 110            | 10                  | 9,9         | [ 1 ] [ 5 ] |
| plutónium-240   | 6561              | 40                  | 15          | [ 1 ]       |
| plutónium-241   | 14,3              | 12                  | 10,5        | [ 6 ]       |
| plutónium-242   | 375 000           | 75–100              | 19–21       | [ 6 ]       |
| amerícium-241   | 432,2             | 55–77               | 20–23       | [ 7 ]       |
| amerícium-242m  | 141               | 9–14                | 11–13       | [ 7 ]       |
| amerícium-243   | 7370              | 180–280             | 30–35       | [ 7 ]       |
| kűrium-243      | 29,1              | 7,34–10             | 10–11       | [ 8 ]       |
| kűrium-244      | 18,1              | 13,5–30             | 12,4–16     | [ 8 ]       |
| kűrium-245      | 8500              | 9,41–12,3           | 11–12       | [ 8 ]       |
| kűrium-246      | 4760              | 39–70,1             | 18–21       | [ 8 ]       |
| kűrium-247      | 15 600 000        | 6,94–7,06           | 9,9         | [ 8 ]       |
| berkélium-247   | 1380              | 75,7                | 11,8–12,2   | [ 9 ]       |
| berkélium-249   | 330 nap           | 192                 | 16,1–16,6   | [ 9 ]       |
| kalifornium-249 | 351               | 6                   | 9           | [ 2 ]       |
| kalifornium-251 | 900               | 5,46                | 8,5         | [ 2 ]       |
| kalifornium-252 | 2,6               | 2,73                | 6,9         | [ 10 ]      |
| einsteinium-254 | 275,7 nap         | 9,89                | 7,1         | [ 9 ]       |

## Fordítás
- Ez a szócikk részben vagy egészben  a   Critical mass című angol Wikipédia-szócikk ezen változatának fordításán alapul.  Az eredeti cikk szerkesztőit annak laptörténete sorolja fel. Ez a jelzés csupán a megfogalmazás eredetét és a szerzői jogokat jelzi, nem szolgál a cikkben szereplő információk forrásmegjelöléseként.